# Viggo Jensen
Alexander Viggo Jensen (22. června 1874, Kodaň, Dánsko - 2. listopadu 1930, Kodaň) byl dánský vzpěrač, střelec, gymnasta a atlet. Na prvních letních olympijských hrách v Athénách v roce 1896 se stal prvním dánským olympijským vítězem.

## Olympijské hry 1896
První soutěží na hrách ve vzpírání byl zdvih obouruč ve stylu, který se dnes označuje jako trh. Společně s Launcestonem Elliotem ze Spojeného království Velké Británie a Irska skončili v soutěži stejným výkonem - 111,5 kilogramů. Protože rozhodčí označili Jensenův výkon jako lépe zvládnutý, dostal se tak na první místo a získal zlatou medaili. Britská delegace protestovala s tím, že by měly o vítězi rozhodnout další pokusy, ale k žádným dalším pokusům už nedošlo a Jensen tak zůstal na prvním místě. Při zvláštních pokusech si však poranil rameno. Zranění pak překazilo Jensenovo úsilí ve vzpírání jednoruč. Zvedl pouze 57,0 kilogramů, zatímco Elliotův pokus měl hodnotu 71,0 kilogramů, a tak získal v této soutěži druhé místo.
Další soutěže, které absolvoval, byly atletické. Ve vrhu koulí skončil na čtvrtém místě a nedostal se ani mezi medailisty v závodu v hodu diskem, tam skončil na šestém místě. U obou disciplín není jeho výkon zaznamenán.
Třetí jeho účastí byl gymnastický závod ve šplhu na laně. Výšku 14 metrů nedokončil a celkově skončil na čtvrtém místě za dvěma Řeky, kteří dosáhli až na vrchol čtrnáctimetrového lana a za Fritzem Hoffmannem, který také nedosáhl na vrchol, ale jeho výkon byl lepší než Jensenův.
Poslední soutěží, které se účastnil, byla střelba z pušky. V armádní pušce se umístil šestý se skóre 1,640 bodů, když ze 40 výstřelů 30 zasáhlo terč. V disciplíně libovolná puška byl úspěšnější, skončil třetí s 1,305 body a 31 zásahy. Jeho dílčí skóre po sériích 10 výstřelů bylo 392, 423, 280, a 210.

## Olympijské hry 1900
V roce 1900 na hrách v Paříži se zúčastnil pouze soutěží ve střelbě libovolnou puškou. V závodě na 300 metrů ve třech polohách (vleže, vkleče, vstoje) absolvovali střelci od 5. srpna do 8. srpna 40 ran v každé poloze. Dosáhl 875 bodů (308, 290, 277), což stačilo na 15. místo, umístění po jednotlivých polohách 10, 13 a 11. S dánským družstvem se v této disciplíně umístil na 4. místě.